# Alfonso Maquensi
Alfonso Maquensi Morales (7 agosto 1997) è un giocatore di calcio a 5 ed ex giocatore di beach soccer panamense, campione nordamericano con la nazionale panamense nel 2024.

## Carriera

### Calcio a 5
Maquensi ha vinto, con la Nazionale maschile di calcio a 5 di Panama, il CONCACAF Futsal Championship 2024, venendo premiato come miglior giocatore del torneo. Si tratta del primo titolo nordamericano conquistato dalla selezione panamense. Maquensi ha inoltre partecipato a due edizioni della Coppa del Mondo.

### Beach soccer
Con la Nazionale maschile di beach soccer di Panama Maquensi ha disputato la Coppa del Mondo 2017, conclusa dai centroamericani nella fase a gironi.

## Palmarès
- CONCACAF Futsal Championship: 1
Nicaragua 2024